# STFI

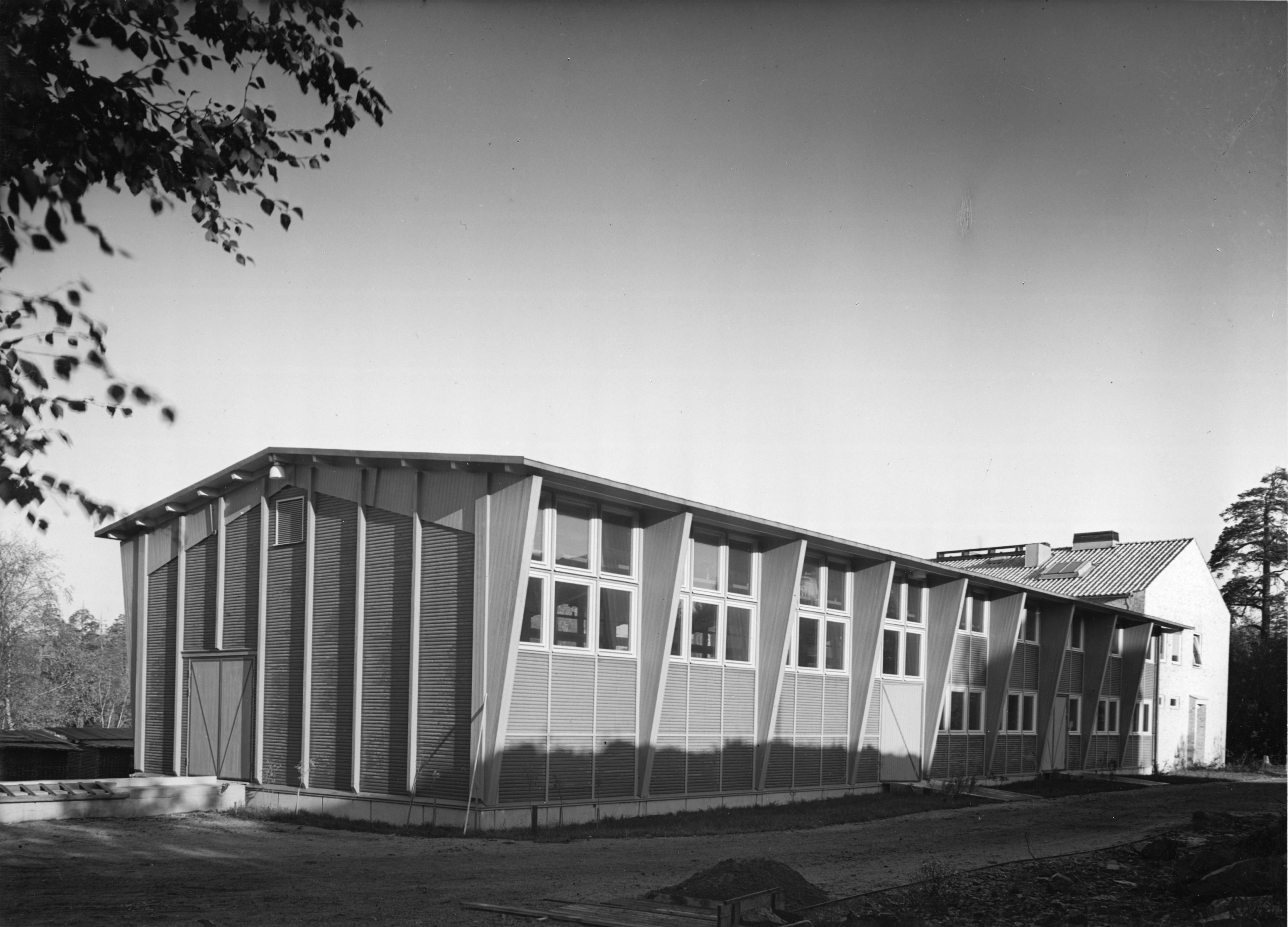
Träforskninsinstitutet kring 1945

STFI var ett svenskt forskningsinstitut, vars namn ursprungligen uttyddes Svenska träforskningsinstitutet och senare Skogsindustrins tekniska forskningsinstitut.

## Historik
STFI grundades 1945 och fanns beläget i Stockholm bredvid KTH. Efter ett förslag av en kommitté ledd av generaldirektör Gösta Malm tecknades 1942 ett avtal mellan staten och den svenska skogsindustrin om att skapa STFI.
1968/69 gick Cellulosaindustrins centrallaboratorium upp i STFI.
2003 slogs STFI samman med Institutet för förpackningsforskning, Packforsk, och bildade STFI-Packforsk AB, som i sin tur bytte namn till Innventia AB i april 2009.

### Chefer/VD
- 1968-1985: Lennart Stockman
- 1985-1989: Jan Bergström
- 1990-2002: Olle Alsholm
- 2002-2006: Thomas Johannesson
- 2006-2011: Gunnar Svedberg